# Stomorhina pollinosa
Stomorhina pollinosa är en tvåvingeart som beskrevs av Dear 1977. Stomorhina pollinosa ingår i släktet Stomorhina och familjen Rhiniidae. Inga underarter finns listade i Catalogue of Life.